# Coordenades astronòmiques
En astrometria, les coordenades astronòmiques o coordenades celestes són qualsevol sistema de coordenades utilitzat per a determinar la posició d'un astre sobre l'esfera celeste. L'objecte principal de l'astrometria és la determinació de les posicions aparents que ocupen els astres al firmament, distribuïts sobre la superfície de l'esfera celeste, una esfera de radi arbitrari i centrada en la Terra. Cada sistema de coordenades és determinat per un eix fonamental i per un cercle màxim, denominat cercle fonamental, i que és definit per la intersecció de l'esfera celeste amb un pla perpendicular a l'eix fonamental.
Per a situar un astre sobre l'esfera celeste calen dos paràmetres angulars o coordenades, que tindran un valor diferent segons el sistema de coordenades triat. Una de les coordenades es mesurarà sobre el cercle fonamental i l'altra sobre un cercle auxiliar, que és el cercle màxim que passa per l'astre i per les interseccions de l'esfera celeste amb l'eix, els pols celestes.

## Classificació dels sistemes de coordenades
Els sistemes de coordenades astronòmiques es poden classificar en dos grans grups:
- Sistemes locals: aquells en què alguna de les coordenades, o ambdues, es refereixen a direccions o plans que depenen del lloc on es fa l'observació.
  - Coordenades horitzontals
  - Coordenades horàries
- Sistemes no locals: aquells que només utilitzen elements referits a l'esfera celeste i, per tant, no depenen de cap element local.
  - Coordenades equatorials
  - Coordenades eclíptiques
  - Coordenades galàctiques

Segons els punts de referència que s'escullin es poden utilitzar diferents sistemes de coordenades. La raó per la qual hi ha diferents referències per determinar un mateix punt és que les coordenades geocèntriques serveixen per distingir qualsevol punt respecte on ens trobem, però els càlculs sobre les òrbites dels cossos celestes es fan molt complicades. Es fa més senzill (que no fàcil) si es pren la referència del punt segons el qual orbita el cos a estudiar.

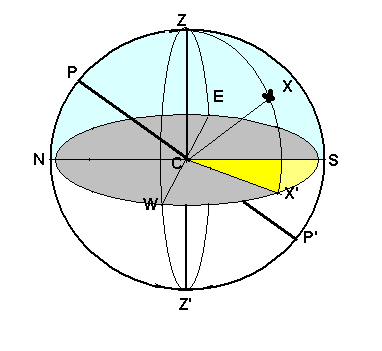
Coordenades horitzontals, altura i azimut. Per a un observador situat verticalment al centre de l'esfera, el cercle que passa per Z, W i Z' és la seva vertical, els altres elements del seu sistema de referència són el seu horitzó SWNE i el pol sud S.

### Segons les coordenades cartesianes
En les coordenades rectangulars o cartesianes es prenen tres eixos (x, y, z) perpendiculars entre si, i que es creuen en un punt origen que pot ser el Sol (Coordenades heliocèntriques) o la Terra (Coordenades geocèntriques). Per exemple un punt P (x, y, z). S'empren en alguns casos per al sistema solar. La seva unitat és la Unitat Astronòmica UA o també el km.

### Segons les coordenades esfèriques

Sistema basat en coordenades esfèriques

Les coordenades esfèriques són emprades per superfícies esfèriques, la superfície d'un planeta o qualsevol punt de l'esfera celeste. La major part de coordenades celestes són coordenades esfèriques. Per situar un punt a l'espai es necessita dos angles i una distància. Per exemple un punt {\displaystyle P(r,\phi ,\theta )} que forma un angle {\displaystyle \Phi } amb l'eix {\displaystyle x} i un angle {\displaystyle \theta } amb l'eix {\displaystyle z}, es relaciona amb les coordenades cartesianes mitjançant:
{\displaystyle x=r\times \cos(\phi )\times \sin(\theta )\,}
{\displaystyle y=r\times \sin(\phi )\times \sin(\theta )\,}
{\displaystyle z=r\times \cos(\theta )\,}
En Astronomia la posició d'un cos es determina ordinàriament mitjançant coordenades polars o esfèriques. No obstant això i atès que en principi la distància r no és important, ja que per a observar-lo només ens cal saber sobre quina recta es troben els dos punts (observador i observat), només ens preocuparà la direcció OP de l'astre, determinable mitjançant dues coordenades angulars. El que fem és projectar tots els astres sobre una esfera imaginària de radi arbitrari, que s'anomena esfera celeste. Aquesta esfera està centrada en l'observador. En realitat l'observador, prescindint d'irregularitats topogràfiques només veu una semiesfera celeste, limitada per un pla que passa pel peu de l'observador i que talla l'esfera celeste en un cercle anomenat horitzó.

### Segons la posició del centre de referència
La utilització diversos centres de referència es basa a calcular diferents paràmetres orbitals de qualsevol cos celeste. La referència del focus de la seva òrbita pot ajudar a distingir la distància a la qual es troba, calcular la seva trajectòria, la referència baricèntrica permet diferenciar millor si hi ha interacció gravitatòria amb altres cossos celestes, mentre que les coordenades geocèntriques ens permet distingir la posició del cos a observar respecte al lloc on ens trobem. Segons el punt de referència escollit es distingeixen en:
- Coordenades topocèntriques: El seu centre és el mateix observador, per la qual cosa es fan imprescindibles en els programaris d'observacions astronòmiques.
- Coordenades geocèntriques: Centrades en el centre de la Terra. S'utilitza per calcular les trajectòries de la Lluna i dels satèl·lits artificials que orbiten al voltant de la Terra. Són les coordenades més usades per observar els cossos celestes.[5]
- Coordenades heliocèntriques: El centre de referència és el Sol. Emprat pels cossos del sistema solar[6]
- Coordenades baricèntriques: El seu origen és el centre de masses del sistema solar.
- Coordenades galàctiques: Se centren en el centre de la nostra galàxia que des de la nostra posició en el Sol, es troba en la constel·lació de Sagitari. Vàlid per als cossos de la galàxia.[7]

Atès que els seus valors depenguin o no de la posició de l'observador les coordenades es classifiquen en:
- Coordenades locals: Depenen de la posició de l'observador. Són exemple de coordenades locals les Coordenades horitzontals i Coordenades horàries. És a dir, un mateix astre en un mateix moment es veu sota coordenades horitzontals diferents per observadors diferents situats en punts diferents de la Terra.
- Coordenades no locals: No depenen de la posició de l'observador. Són exemple de coordenades no locals les Coordenades equatorials, Coordenades eclíptiques o les Coordenades galàctiques. És a dir, un mateix astre en un mateix moment, qualsevol observador situat en llocs diferents veu els mateixos valors per a totes.

Per exemple: dos observadors situats en punts diferents de la Terra mesuraran l'Azimut i l'altura d'un mateix astre i obtindran valors diferents. Aquestes dues coordenades pertanyen a les coordenades horitzontals. També mesuraran angle horari diferent, però la mateixa declinació. Aquestes dues coordenades pertanyen a les coordenades horàries. Aquests dos sistemes són locals. Però si mesuren simultàniament l'ascensió recta i la declinació obtindran sempre el mateix valor. Aquestes dues coordenades pertanyen a les coordenades equatorials. Aquest sistema, com els altres dos, són sistemes no locals.

### Segons el pla de referència
Considerant el pla de referència es tenen:

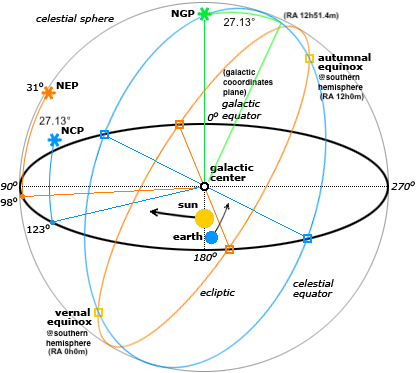
Orientació dels sistemes de coordenades galàctics, eclíptics i celestial (sobre Terra)

- coordenades eclíptiques: prenen com a referència el pla de l'eclíptica i el punt Àries.

Origen: geocèntric (centre de la terra) o heliocèntric (centre del sol)
- coordenades equatorials: prenen com a referència el pla de l'equador celeste i el punt Àries.

Origen: geocèntric
- coordenades horàries: prenen com a referència el pla de l'equador celeste i el meridià local.

Origen: topocèntric (superfície de la terra)
- coordenades horitzontals: prenen com a referència el pla de l'horitzó astronòmic i els pols geogràfics.

Origen: topocèntric

## Taula dels sistemes de coordenades
Taula comparativa dels diversos sistemes de coordenades astronòmiques:
| Sistema de Coordenades | Centre (origen) | Pols                | Pla de referència (0° latitud) | Coordenades                  | Coordenades                   | Direcció principal (0° longitud)                       |
| Sistema de Coordenades | Centre (origen) | Pols                | Pla de referència (0° latitud) | Latitud                      | Longitud                      | Direcció principal (0° longitud)                       |
| ---------------------- | --- | ------------------- | ------------------------------ | ---------------------------- | ----------------------------- | ------------------------------------------------------ |
| Horizontals            | Observador (coordenades topocèntriques) | Zenit i nadir       | Horitzó                        | Altura (a) o elevació        | Azimut (A)                    | Punts cardinals Nord o Sud en l'horitzó                |
| Horàries               | Observador (coordenades topocèntriques) | Pols celestes       | Equador celeste                | Declinació (δ)               | Àngle horari (AH o h)         | Meridià de l'observador                                |
| Equatorials            | Des del centre de la Terra (coordenades geocèntriques).                                                                                               | Pols celestes       | Equador celeste                | Declinació (δ)               | Ascensió recta (AR o α)       | Punt Àries o punt vernal                               |
| Eclíptiques            | Se solen expressar de dues maneres: - Des del centre de la Terra (coordenades geocèntriques). - Des del centre del Sol (coordenades heliocèntriques). | Pols eclíptics      | Eclíptica                      | Latitud celeste (β)          | Longitud celeste (λ)          | Punt Àries o punt vernal                               |
| Galàctiques            | Des del centre galàctic que, des de la nostra posició (el Sol), es troba en la direcció de la constel·lació de Sagitari.                              | Pols galàctics      | Pla galàctic                   | Latitud galàctica (b)        | Longitud galàctica (l)        | Centre galàctic                                        |
| Supergalàctiques       | Des del centre galàctic que, des de la nostra posició (el Sol), es troba en la direcció de la constel·lació de Sagitari.                              | Pols supergalàctics | Pla supergalàctic              | Latitud supergalàctica (SGB) | Longitud supergalàctica (SGL) | Intersecció del pla galàctic amb el pla supergalàctic. |

tenint en compte que:
1. El centre (origen) és el punt de distància zero.
2. El pla de referència (0° latitud) divideix l'esfera celeste en dos hemisferis iguals i és la base per mesurar la coordenada latitud, l'Equador en el sistema de coordenades terrestres.
3. Els pols es troben a ±90° del pla fonamental.
4. La direcció principal és el punt de partida per mesurar la coordenada longitud.

## Mesura d'angles
Els angles es mesuren en radiants o graus, però en astronomia també es mesuren en hores. Un angle d'1 hora té 15 ° (atès que la Terra gira els 360 ° d'una circumferència en 24 hores). L'angle horari i l'ascensió recta es podrien mesurar en graus, però es mesuren en hores.
Els seus divisors són: 
- 1 hora = 60 Minuts (1 h = 60′)

- 1 Minut = 60 segons (1′ = 60″)

- Una relació útil és 1° = 4′.

L'Ascensió recta és un angle que es mesura en hores, minuts i segons. Així AR = 3 h 25′ 13″ = 3,420277778 h = 51,30416667° = 51° 18′ 15″

## Conversió de coordenades
La conversió de coordenades celestes permet passar d'unes coordenades a altres per exemple d'eclíptiques a equatorials, com una altra conversió ens permetrà passar d'equatorials a horàries, les conversions successives ens permeten qualsevol transformació entre coordenades. Suposem que un dia observem un objecte en coordenades horitzontals, si anotem la nostra posició sobre la Terra i l'instant temporal podrem arribar fins a les coordenades equatorials o eclíptiques.

## Muntura equatorial
Una muntura equatorial és una muntura que té un eix rotacional paral·lel a l'eix de rotació de la Terra. Aquest tipus de muntura és usada en telescopis, antenes parabòliques, i càmeres. L'avantatge d'una muntura equatorial és deguda a la seva habilitat per suportar instruments subjectats de manera que poden seguir el moviment diürn movent un eix a velocitat constant. Quan suporta una antena parabòlica, una muntura equatorial permet a l'antena apuntar a molts de satèl·lits geoestacionaris girant sobre un eix.